# Hatching Pete
Hatching Pete là một bộ phim nguyên gốc của Disney Channel lần đầu được công chiếu vào ngày 24 tháng 4 năm 2009 ở trên kêng Disney Channel & Family. Nó được đưa ra đĩa DVD vào ngày 12 tháng 5 năm 2009 cùng Dadnapped. Nó được công chiếu ở Disney Channel UK vào ngày 10 tháng 4 năm 2009, trở thành bộ phim thật đầu tiên được công chiếu ở Anh trước ở Mỹ. Hatching Pete được công chiếu ở Canada 30 phút sau khi được công chiếu ở Mỹ.

## Diễn viên
- Jason Dolley trong vai Pete Ivey
- Mitchel Musso trong vai Cleatus Poole
- Josie Loren trong vai Angela Morrissey
- Brian Stepanek trong vai Coach Mackey
- Tiffany Thornton trong vai Jamie Wynn
- Sean O'Bryan trong vai Leon Ivey
- Crawford Wilson trong vai Dil
- Amber Mirza trong vai Annie
- Edward Herrmann trong vai The Principal